# Morales (Bolívar)
Morales è un comune della Colombia facente parte del dipartimento di Bolívar.
Il centro abitato venne fondato da Pedro Vicente de Morales nel 1610, mentre l'istituzione del comune è del 1845.